# Spegeldammen (insjö)

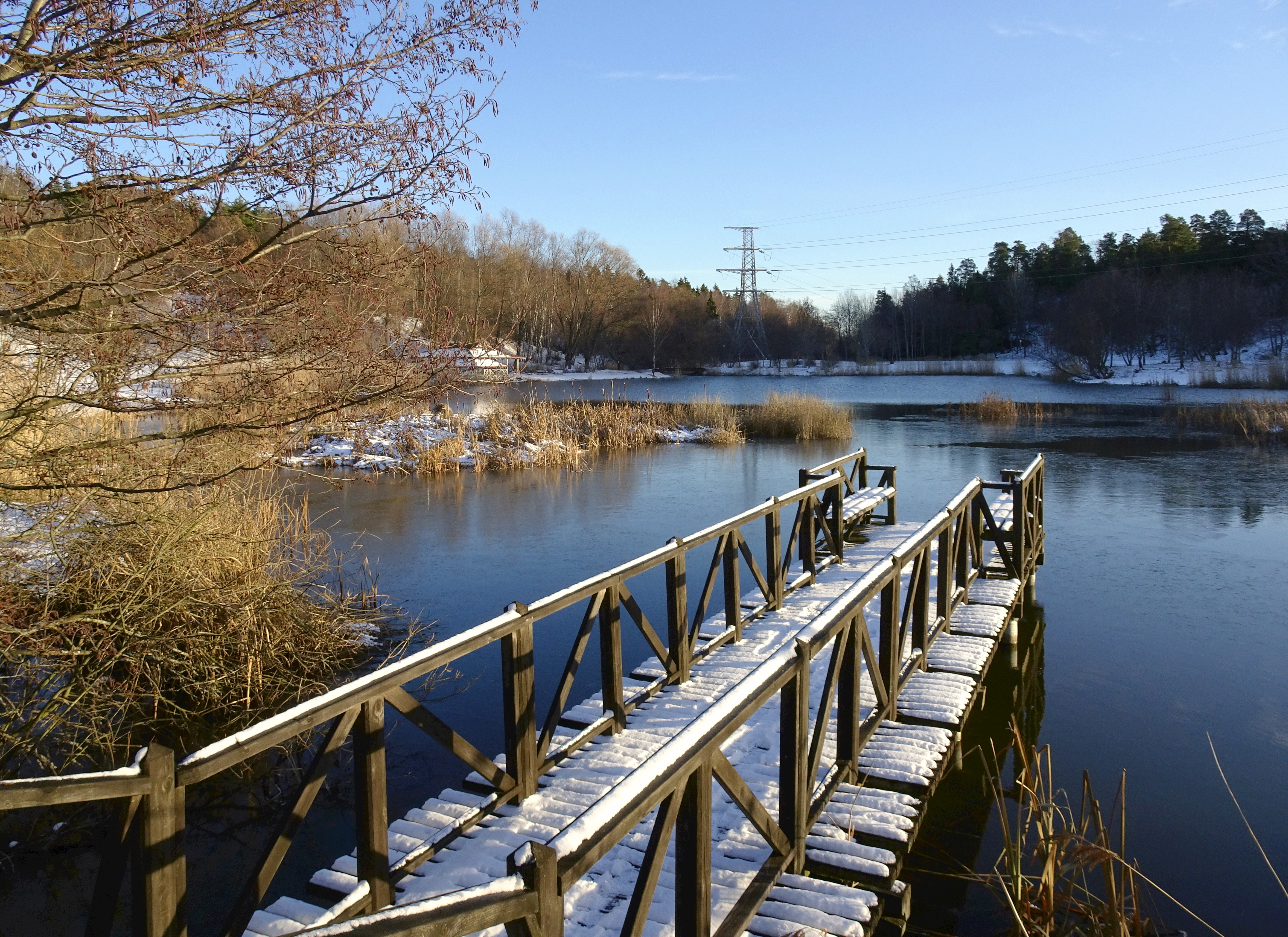
Spegeldammen, november 2016.

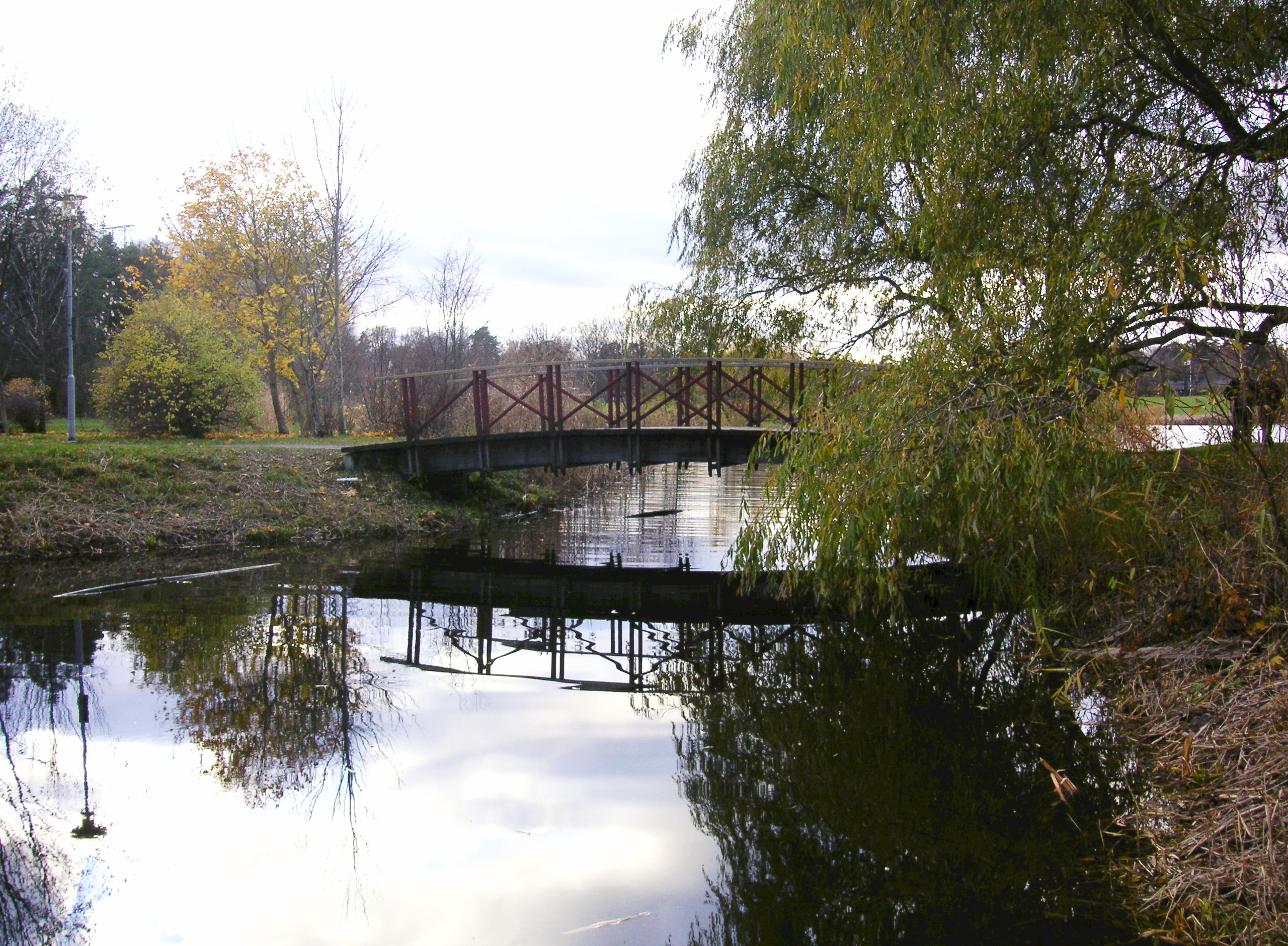
Spegeldammen, november 2007.

Spegeldammen, även kallad Solfångardammen, är en liten sjö på Norra Djurgården inom Östermalms stadsdelsområde i Stockholm.
Spegeldammen ligger cirka 800–900 meter sydost om Lappkärret, en annan liten sjö på Norra Djurgården. Spegeldammen anlades i början av 1980-talet när Stora Skuggans skjutbanor lades ner och gjordes om till park. Marken runt dammen består delvis av muddermassor från Laduviken. Vattenytan är 1,1 hektar och dammens största djup är ungefär två meter. Dess tillrinningsområde är cirka 16 hektar. Vattnet är ganska salt med måttligt höga fosfor- och kvävehalter. Siktdjupet har vanligen varit större än vattendjupet.
Dammen används för fiske med utsatt fisk. I utloppet finns en värdefull miljö för grodor, vattensalamandrar och dopping. Utflödet går via ett dike till före detta Lillsjön, som är en anlagd våtmark, och sedan vidare till Husarviken. Runt sjön går flera anlagda promenadstråk.
Alldeles intill vattnet (på nordvästra sidan) finns en öppen paviljong, en dansbana under tak, vilken främst olika dansföreningar använder under sommaren och dansar lindy hop, tango, polskedanser och andra danser.